# Viola Goretzki
Viola Goretzki (* 23. November 1956 in Zwickau) ist eine ehemalige Ruderin aus der DDR. 1976 wurde sie Olympiasiegerin im Achter.
Die für die SG Dynamo Potsdam startende Goretzki gewann 1972 bei der Spartakiade im Achter und im Doppelvierer. 1975 gewann sie bei der DDR-Meisterschaft in einer Renngemeinschaft mit Ruderinnen aus Potsdam, Berlin, Leipzig und Dresden. Dieses Boot errang dann auch den Titel bei der Weltmeisterschaft 1975 in Nottingham in der Besetzung Doris Mosig, Rosel Nitsche, Renate Neu, Monika Kallies, Bianka Schwede, Ilona Richter, Christiane Knetsch, Viola Goretzki und Steuerfrau Marina Wilke.
Ein Jahr später trat der DDR-Achter in der Besetzung Viola Goretzki, Christiane Knetsch, Ilona Richter, Brigitte Ahrenholz, Monika Kallies, Henrietta Ebert, Helma Lehmann, Irina Müller an, Steuerfrau war erneut Marina Wilke. Diese Mannschaft siegte bei den Olympischen Spielen 1976 in Montreal mit drei Sekunden Vorsprung auf die Sowjetunion. Für diesen Erfolg wurde sie mit dem Vaterländischen Verdienstorden in Silber ausgezeichnet.
Nach dem Olympiasieg beendete Goretzki ihre Karriere und heiratete den Ruder-Olympiasieger Bernd Landvoigt. Viola Landvoigt arbeitete später als Diplom-Lehrerin für Deutsch und Geschichte.